# Rolando Boesso
Rolando Valerio Boesso (* 29. Februar 1920 in Riva del Garda; † 7. Dezember 2008 in Bozen) war ein italienischer Unternehmer und Politiker.
Der Sohn einer Handwerkerfamilie, der gegen Ende des Zweiten Weltkriegs in einer Partisanenbrigade der Resistenza gekämpft hatte, kam 1945 nach Bozen und gründete dort mit Freunden im Namen des Comitato di Liberazione Nazionale den Alto Adige. Als langjähriger Direktor und Geschäftsführer der Tageszeitung bis zu seiner Pensionierung 1986 war er eine prägende Figur der Südtiroler Medienlandschaft.
Von 1971 bis 1983 war Boesso als Abgeordneter des Partito Repubblicano Italiano Mitglied des Bozner Gemeinderats. 1983 wurde er in den Regionalrat Trentino-Südtirol und damit gleichzeitig den Südtiroler Landtag gewählt, in dem er in den Jahren 1984–1986 als Vizepräsident und 1986–1988 als Präsident wirkte. 1989 wurde er wieder in den Bozner Gemeinderat und anschließend in den Gemeindeausschuss gewählt, wo er bis 1995 Stadtrat mit dem Ressort Sonderbetriebe war. 1993 schloss er sich der Unione di Centro an.
Auch in seinen letzten Lebensjahren war Boesso im Bereich Medien unternehmerisch aktiv, nämlich in dem von ihm 1986 gegründeten lokalen Fernsehsender VideoBolzano 33.